# Нагороди й номінації Лани Дель Рей
Лана Дель Рей —  американська співачка та авторка пісень. Вона почала свою кар'єру у 2004 році, виступаючи у нічних клубах Брукліна. Упродовж кількох років після початку кар'єри, Дель Рей випускала мініальбоми та демоальбоми, але вони не оцінювалися критиками та не мали всесвітнього успіху. Першу нагороду отримала у 2011 році – премію Q Awards у номінації «Майбутня зірка». Станом на 2023 рік Лана Дель Рей випустила 9 студійних альбомів, один демоальбом, чотири мініальбоми та отримала 27 нагород і 98 номінацій.

## ASCAP Pop Music Awards
ASCAP Pop Music Awards — щорічна музична премія, яку проводить Американське товариство композиторів, авторів та видавців, що вшановує видатних авторів попмузики. Дель Рей здобула одну нагороду.
| Рік  | Номінант      | Категорія        | Результат |
| ---- | ------------- | ---------------- | --------- |
| 2018 | Лана Дель Рей | Глобальний вплив | Перемога  |

## Нагороди від Billboard

### Billboard Music Awards
Billboard Music Awards — щорічна музична премія, що організується та спонсорується журналом Billboard. Лана Дель Рей отримала одну номінацію.
| Рік  | Номінант    | Категорія            | Результат |
| ---- | ----------- | -------------------- | --------- |
| 2014 | Born to Die | Найкращий рок-альбом | Номінація |

### Billboard Mid-Year Music Awards
Billboard Mid-Year Music Awards — премія, що проводиться кожних півроку й присуджується за результатами онлайн-голосування, відзначаючи різні досягнення артистів. Дель Рей має три номінації, в одній із яких здобула перемогу.
| Рік  | Номінант      | Категорія                | Результат |
| ---- | ------------- | ------------------------ | --------- |
| 2012 | Лана Дель Рей | Найкращий новий артист   | Номінація |
| 2012 | Лана Дель Рей | Найпереоціненіший артист | Номінація |
| 2014 | Лана Дель Рей | Найкращий живий виступ   | Перемога  |

### Billboard Women in Music
Billboard Women in Music — щорічна подія, яка вшановує впливових жінок у музичній індустрії. Лана здобула перемогу в двох номінаціях.
| Рік  | Номінант      | Категорія        | Результат |
| ---- | ------------- | ---------------- | --------- |
| 2015 | Лана Дель Рей | Музичний новатор | Перемога  |
| 2023 | Лана Дель Рей | Музичне бачення  | Перемога  |

## Brit Awards
Brit Awards — щорічна премія Британської фонографічної індустрії в сфері попмузики. Заснована Британською асоціацією виробників фонограм у 1977 році, з 1982 вручається щорічно. Дель Рей була номінована п'ять разів й отримала перемогу в двох з них.
| Рік  | Номінант      | Категорія                    | Результат |
| ---- | ------------- | ---------------------------- | --------- |
| 2012 | Лана Дель Рей | Міжнародний прорив           | Перемога  |
| 2013 | Лана Дель Рей | Міжнародна сольна виконавиця | Перемога  |
| 2015 | Лана Дель Рей | Міжнародна сольна виконавиця | Номінація |
| 2016 | Лана Дель Рей | Міжнародна сольна виконавиця | Номінація |
| 2020 | Лана Дель Рей | Міжнародна сольна виконавиця | Номінація |

## Critics’ Choice Movie Awards
Critics’ Choice Movie Awards — щорічна церемонія нагородження, що вручається асоціацією телерадіоонлайн кінокритиків (BFCA) за досягнення у кінематографі. Лана була номінована двічі.
| Рік  | Номінант              | Категорія      | Результат |
| ---- | --------------------- | -------------- | --------- |
| 2014 | «Young and Beautiful» | Найкраща пісня | Номінація |
| 2015 | «Big Eyes»            | Найкраща пісня | Номінація |

## Danish Music Awards
Danish Music Awards — це данська премія, що організовується Міжнародною федерацією фонографічної індустрії з 1989 року. Лана Дель Рей отримала одну номінацію.
| Рік  | Номінант    | Категорія               | Результат |
| ---- | ----------- | ----------------------- | --------- |
| 2012 | Born to Die | Міжнародний альбом року | Номінація |

## Denver Film Critics Society Awards
Denver Film Critics Society Awards — американська організація кінокритиків, заснована у Денвері, штат Колорадо. Дель Рей має одну номінацію.
| Рік  | Номінант              | Категорія                             | Результат |
| ---- | --------------------- | ------------------------------------- | --------- |
| 2014 | «Young and Beautiful» | Найкраща оригінальна музика до фільму | Номінація |

## Echo Awards
Echo Awards — щорічна музична премія, затверджена і проведена асоціацією звукозаписних компаній Німеччини для визнання видатних досягнень у музичній індустрії. Дель Рей має п'ять номінацій, у двох з яких здобула перемогу.
| Рік  | Номінант      | Категорія                                | Результат |
| ---- | ------------- | ---------------------------------------- | --------- |
| 2012 | «Video Games» | Хіт року                                 | Номінація |
| 2012 | Лана Дель Рей | Найкращий міжнародний новий виконавець   | Номінація |
| 2013 | Лана Дель Рей | Найкращий міжнародний поп-рок-виконавець | Перемога  |
| 2013 | Лана Дель Рей | Найкращий міжнародний новий виконавець   | Перемога  |
| 2015 | Лана Дель Рей | Найкращий міжнародний поп-рок-виконавець | Номінація |

## Elle Style Awards
Elle Style Awards — це церемонія нагородження, яку щорічно проводить журнал Elle. Лана Дель Рей отримала одну номінацію й перемогла в ній.
| Рік  | Номінант      | Категорія                      | Результат |
| ---- | ------------- | ------------------------------ | --------- |
| 2016 | Лана Дель Рей | Міжнародна жінка-артистка року | Перемога  |

## Esme Chatwin Awards
Esme Chatwin Awards — премія, створена спеціальним виданням журналу від мультимедійної компанії Future plc, що стосується індустрії звукозапису Великобританії. Лана була номінована двічі.
| Рік  | Номінант      | Категорія                     | Результат |
| ---- | ------------- | ----------------------------- | --------- |
| 2013 | Лана Дель Рей | Маркетингова кампанія артиста | Номінація |
| 2018 | Лана Дель Рей | Маркетингова кампанія артиста | Номінація |

## Нагороди від GAFFA

### Danish GAFFA Awards
Danish GAFFA Awards — датська премія однойменного журналу, що присуджується з 1991 року за досягнення в попмузиці. Лана перемогла у трьох номінаціях з дев'яти.
| Рік  | Номінант                           | Категорія                                | Результат |
| ---- | ---------------------------------- | ---------------------------------------- | --------- |
| 2012 | Лана Дель Рей                      | Міжнародний новий виконавець року        | Перемога  |
| 2012 | Лана Дель Рей                      | Міжнародна жінка-артистка року           | Перемога  |
| 2012 | Born to Die                        | Міжнародний альбом року                  | Перемога  |
| 2018 | Лана Дель Рей                      | Міжнародний сольний виконавець року      | Номінація |
| 2018 | Lust for Life                      | Найкращий міжнародний поп-рок-виконавець | Номінація |
| 2020 | Лана Дель Рей                      | Міжнародний альбом року                  | Номінація |
| 2022 | Лана Дель Рей                      | Міжнародний сольний виконавець року      | Номінація |
| 2022 | Chemtrails over the Country Club   | Міжнародний альбом року                  | Номінація |
| 2022 | «Chemtrails over the Country Club» | Міжнародний хіт року                     | Номінація |

### Norway GAFFA Awards
Norway GAFFA Awards — норвезька премія однойменного журналу, яка присуджується з 2012 року за досягнення у попмузиці. У даній премії Лана Дель Рей перемагала два рази.
| Рік  | Номінант      | Категорія                         | Результат |
| ---- | ------------- | --------------------------------- | --------- |
| 2012 | Лана Дель Рей | Міжнародний новий виконавець року | Перемога  |
| 2012 | Born to Die   | Міжнародний альбом року           | Перемога  |

### Sweden GAFFA Awards
Sweden GAFFA Awards — шведська журнальна премія, яка вручається з 2010 року за досягнення в попмузиці. Лана Дель Рей здобула три перемоги в трьох категоріях.
| Рік  | Номінант        | Категорія                    | Результат |
| ---- | --------------- | ---------------------------- | --------- |
| 2012 | Лана Дель Рей   | Найкраща нова артистка       | Перемога  |
| 2012 | Лана Дель Рей   | Найкраща іноземна виконавиця | Перемога  |
| 2015 | Лана Дель Рей   | Найкраща іноземна виконавиця | Перемога  |
| 2018 | Лана Дель Рей   | Найкраща іноземна виконавиця | Номінація |
| 2018 | Lust for Life   | Найкращий іноземний альбом   | Номінація |
| 2018 | «Lust for Life» | Найкраща іноземна пісня      | Перемога  |

## Gold Derby Music Awards
Gold Derby Music Awards — це премія, створена вебсайтом Goldderby.com, розпочата в 2004 році. Лана була номінована чотири рази, перемогу отримала двічі.
| Рік  | Номінант                         | Категорія                               | Результат |
| ---- | -------------------------------- | --------------------------------------- | --------- |
| 2022 | Chemtrails over the Country Club | Альбом року                             | Перемога  |
| 2022 | Лана Дель Рей                    | Найкращий рок/альтернативний виконавець | Перемога  |
| 2023 | Blue Banisters                   | Найкращий попальбом                     | Номінація |
| 2023 | «Arcadia»                        | Найкраща рок/альтернативна пісня        | Номінація |

## Golden Globe Awards
«Золотий глобус» — американська кінопремія, що присуджується Голлівудською асоціацією іноземної преси з 1944 року за кіно- і телефільми. Дель Рей отримала одну номінацію.
| Рік  | Номінант   | Категорія                | Результат |
| ---- | ---------- | ------------------------ | --------- |
| 2015 | «Big Eyes» | Найкраща пісня до фільму | Номінація |

## GQ Men of the Year Awards
Премія GQ Men of the Year Awards щорічно проводиться американським чоловічим журналом GQ. Лана Дель Рей отримала одну номінацію й перемогла в ній.
| Рік  | Номінант      | Категорія  | Результат |
| ---- | ------------- | ---------- | --------- |
| 2012 | Лана Дель Рей | Жінка року | Номінація |

## Grammy Awards
«Греммі» — музична нагорода американської Академії звукозапису, що існує з 1958 року. Лана була номінована шість раз.
| Рік  | Номінант                                                    | Категорія                           | Результат |
| ---- | ----------------------------------------------------------- | ----------------------------------- | --------- |
| 2014 | Paradise                                                    | Найкращий вокальний попальбом       | Номінація |
| 2014 | «Young and Beautiful»                                       | Найкраща пісня для візуальних медіа | Номінація |
| 2016 | Beauty Behind the Madness (артист, що брав участь у записі) | Найкращий альбом року               | Номінація |
| 2018 | Lust for Life                                               | Найкращий вокальний попальбом       | Номінація |
| 2020 | «Norman Fucking Rockwell»                                   | Найкраща пісня року                 | Номінація |
| 2020 | Norman Fucking Rockwell                                     | Найкращий альбом року               | Номінація |